# (4133) Heureka
(4133) Heureka (1942 DB) – planetoida z pasa głównego asteroid okrążająca Słońce w ciągu 4 lat i 55 dni w średniej odległości 2,58 j.a. Została odkryta 17 lutego 1942 roku.